# Fijnspardwergspanner
De fijnspardwergspanner (Eupithecia tantillaria) is een nachtvlinder uit de familie van de spanners, de Geometridae. De voorvleugellengte van de vlinder bedraagt tussen de 12 en 13 millimeter. De vlinder komt verspreid voor over Europa. De soort overwintert als pop.

## Waardplanten
De fijnspardwergspanner heeft met name fijnspar als waardplant, maar ook andere coniferen zoals zilverspar, europese lork en jeneverbes.

## Voorkomen in Nederland en België
In Nederland en België is de fijnspardwergspanner gewoon. De vliegtijd is van april tot en met juli in één jaarlijkse generatie.